# 松本典子
松本典子（日语：／ Matsumoto Noriko，本名：笘篠 美和子。（舊姓：佐藤），1968年1月30日—），日本女藝人、前偶像歌手、喜劇演員。東京都三鷹市出生，群馬縣伊勢崎市成長。身高158cm。B型血。
16歲時正逢日本1980年代偶像全盛時期首次亮相。屬於清純派偶像，至19歲左右還在偶像業界的同時，在志村健的搞笑節目《志村大爆笑》中作為常駐演出。1992年，她因結婚停止了演藝事業，但在2024年，又恢復演藝事業。

## 來歷、人物

### 成長時期
3歳時居住於東京都調布市深大寺，5歳時舉家搬至昭島市 ，國中3年級時因為父親調職而搬至群馬縣伊勢崎市。此外，她在國中時期加入的社團是網球社。由於喜歡高中棒球，想成為棒球社的經理，而且對女高中生懷有憧憬，最終以制服造型的可愛為決定性因素，考入了當時還是女校的共愛學園高等學校。之後父母建議她上大學，因為本身想早點結婚，於是她先找了工作。演藝圈出道後，就轉學到修德高等學校並從那所學校畢業。

### 1980年代至90年代
1984年8月，於第3屆「十七歲小姐比賽」中獲得入選，並與網濱直子一起獲得了雙大獎（歷年來申請總人數最高是180,325人）。而這場選美比賽是姐姐在雜誌上向她她推薦的。主辦單位表示落選者將分配至擔任當地公務人員或電話接聽人員。暱稱、（本名佐藤美和子的由來）。首次亮相時的口號是與郵政省一起進行商業合作。
松本典子的制作人是发掘了松田圣子的若松宗雄，她的艺名也是根据松田圣子的“松”和“子”以及时任索尼总裁大贺典雄的“典”命名的，这也是若松希望有一位歌手能继承松田的事业的愿望。当时担任南野洋子导演的吉田板太郎说，南野洋子是当时哥伦比亚广播公司/索尼公司最受欢迎的歌手中排名第三的，網浜直子排名第二，而松本则是最受欢迎的。松本还被用作索尼产品（如随身听和收音机磁带录音机）目录中的人物。
1985年，出演澀柿子隊主演電影《Barrow Gang BC》。3月21日，以「春色的航空郵件」作為偶像歌手從CBS Sony首次亮相。出道歌曲的候選者是「春色的航空郵件」、B面歌曲「秘密17才」以及後來在第一張專輯中錄製的。單曲發行之後，活動在松屋上野店的頂樓舉行。代表作有「當你說再見時」、「儀式 (Ceremony)」等，在TBS音樂節目《The Best Ten》中有登上「本週聚焦」。卻沒有擠進前十名。「無論如何一定要進入前十名！」這強烈的心願不但自己對自己施加壓力，而且在工作中禁止移動汽車。
1987年，因為當時移動車子的禁令已經解除，所以熱情粉絲追逐（追星族）的行為也變得更加激烈。除了不得不放棄自己成為前十名的歌手之外，家人也一直勸她引退，而且自身狀況不穩定，最後本人呼籲「和真正的女性恋爱去吧！」許多粉絲離她而去。然而，這改變了她的事業方向。在富士電視台綜藝節目《志村大爆笑（直譯志村健的沒問題吧）》中，不但和志村健成為節目台柱。而且與石野陽子成為節目兩大招牌人物。
1992年，與東京養樂多燕子的內野手笘篠賢治結婚。結婚戒指價值800萬日圓。婚後專注於家庭主婦和撫養子女而休業，偶爾以本名與丈夫一起應邀出席談話性節目。

### 2010年代復出後
雖然結婚後幾乎呈退休狀態，但在2011年8月，她上NHK BS Premium音樂節目《J-POP青春的'80》（9月8日放送）在節目中獻唱「儀式 (Ceremony)」，睽違19年作為歌手復出。
2013年9月11日，於日本電視台音樂節目《第一的歌唱秀》中演出。睽違10年在有線電視首次現身。
2018年4月29日，睽違20年首次出現在週刊雜誌FLASH上。在接受採訪中表示自己因為喜歡唱歌，所以希望能再次聽見。
2019年12月15日，於文化放送廣播節目《SPO-STA☆MIX ZONE》中與丈夫共同出演。睽違26年首度在電台出現。

### 重返演藝圈
2024年，她恢復演藝事業。此外，她平常在幼兒園擔任保育助理。

## 家族構成
- 現在是3個兒子的母親。長男高中、大學時期曾經擔任棒球校隊的選手[9]，現在是放送局的社員[10]。
- 內兄笘篠誠治（日语：笘篠誠治）是東北樂天金鷲隊的教練，姪女笘篠仁美（日语：笘篠ひとみ）為前寶塚歌劇團的演員，外甥笘篠和馬（日语：笘篠和馬）曾經所屬小傑尼斯，表兄佐藤晃（日语：佐藤晃 (ミュージシャン)）是現役搖滾樂團infix（日语：infix）的吉他手。

## 音樂作品

### 單曲
| 枚數         | 發行日期       | 單曲名稱（日文名稱）                                                                    | c/w                                                  | Oricon最高排名 |
| CBS Sony     | CBS Sony       | CBS Sony                                                                                | CBS Sony                                             | CBS Sony       |
| ------------ | -------------- | --------------------------------------------------------------------------------------- | ---------------------------------------------------- | -------------- |
| 1st          | 1985年3月21日  | 春色的航空郵件（春色のエアメール） 作詞、作曲：EPO 編曲：大谷和夫                                       | 作詞、作曲：小明子 編曲：鷺巢詩郎                    | 第28名         |
| 2nd          | 1985年6月21日  | 作詞：麻生圭子 作曲、合音改編：岸正之 編曲：船山基紀                                    | 作詞：麻生圭子 作曲：矢野顯子 編曲：武部聰志         | 第30名         |
| 3rd          | 1985年9月21日  | 當你說再見時（さよならと言われて） 作詞：銀色夏生 作曲：吳田輕穗 編曲：松任谷正隆                         | 作詞：麻生圭子 作曲、編曲：後藤次利                  | 第17名         |
| 4th          | 1986年2月26日  | 彩虹色Scandal（虹色スキャンダル） 作詞：湯川麗子 作曲：久保田利伸 編曲：中村哲 合音改編：久保田利伸     | 作詞：千家和也 作曲：三木剛 編曲：瀨尾一三           | 第28名         |
| 5th          | 1986年5月21日  | NO WONDER 作詞：澤千尋 作曲：芹澤廣明 編曲：鷺巢詩郎                                    | 作詞：松本隆 作曲：大野克夫 編曲：大村雅朗           | 第29名         |
| 6th          | 1986年10月1日  | 儀式 (Ceremony)（） 作詞、作曲：中島美雪 編曲：戶塚修                                   | 秋化粧 作詞：荒木豐久 作曲：三木剛 編曲：戶塚修      | 第37名         |
| 7th          | 1987年4月22日  | 作詞、作曲：EDDIE HOLLAND, LAMONT DOZIER, BRIAN HOLLAND 日語譯詞：森浩美 編曲：加藤道明 | 作詞、作曲：尾崎亞美 編曲：戶塚修                    | 第56名         |
| 8th          | 1988年2月26日  | 作詞：岩室先子 作曲：羽田一郎 編曲：水谷公生                                            | P·Rondo 作詞：岩室先子 作曲：和泉一彌 編曲：水谷公生 | 第84名         |
| 9th          | 1988年10月23日 | 下雨與星期三（雨と水曜日） 作詞：小林由美子 補作詞：麻生圭子 作曲：羽田一郎 編曲：水谷公生        | 作詞：來生悅子 作曲：來生孝夫 編曲：星勝             | 第46名         |
| 10th         | 1989年6月21日  | 作詞：麻生圭子 作曲、編曲：中崎英也                                                     | 作詞：麻生圭子 作曲、編曲：中崎英也                  | 第84名         |
| 11th         | 1989年12月1日  | 初戀十二單（初恋十二単） 作詞：麻生圭子 作曲：中崎英也 編曲：戶塚修                               | 作詞：麻生圭子 作曲：中崎英也 編曲：戶塚修           | 圈外           |
| 12th         | 1990年10月1日  | 我的戀人只有一個（たったひとりの恋人） 作詞：麻生圭子 作曲：中崎英也 編曲：戶塚修                         | 作詞、作曲：中崎英也 編曲：戶塚修                    | 圈外           |
| Sony Records |                |                                                                                         |                                                      |                |
| 13th         | 1991年9月1日   | 作詞：松本典子 作曲：MAYUMI 編曲：山川惠津子                                            | 作詞：松本典子 作曲：MAYUMI 編曲：山川惠津子         | 圈外           |

### 專輯

#### 原創專輯
- SIDE A

1. 作詞：麻生圭子（日语：麻生圭子），作曲：柴矢俊彥（日语：柴矢俊彦），編曲：丸山惠市
2. 作詞：麻生圭子，作曲：岸正之（日语：岸正之），編曲：路正德
3. 作詞：麻生圭子，作曲：矢野顯子（日语：矢野顕子），編曲：武部聰志（日语：武部聡志）
4. 作詞：三浦德子，作曲、編曲：大村雅朗（日语：大村雅朗）
5. 作詞、作曲：EPO（日语：EPO），編曲：大谷和夫（日语：大谷和夫）

- SIDE B

1. 作詞：三浦德子，作曲：佐藤健（日语：佐藤健 (作曲家)），編曲：入江純
2. 作詞：千明哲也（日语：ちあき哲也），作曲、編曲：船山基紀（日语：船山基紀）
3. 作詞：麻生圭子，作曲：上田知華（日语：上田知華），編曲：武部聰志
4. 作詞：麻生圭子，作曲：岸正之，編曲：船山基紀
5. 作詞：麻生圭子，作曲：岸正之，編曲：入江純

- 下面是僅收錄在CD版本中追加的曲目。

1. 作詞、作曲：EPO，編曲：大谷和夫
2. 作詞、作曲：小明子，編曲：鷺巢詩郎

- SIDE A

1. KIWI PARADISE
作詞：澤千尋（日语：沢ちひろ），作曲：馬飼野康二，編曲：大村雅朗
2. TWO'S SUMMER
作詞：澤千尋，作曲：芹澤廣明（日语：芹澤廣明），編曲：中村哲（日语：中村哲 (作曲家)）
3. SHADOW'86
作詞：澤千尋，作曲：芹澤廣明，編曲：鷺巢詩郎
4. 作詞：麻生圭子，作曲：佐藤健，編曲：大村雅朗
5. 作詞：銀色夏生（日语：銀色夏生），作曲：吳田輕穗，編曲：松任谷正隆（日语：松任谷正隆）

- SIDE B

1. 作詞：澤千尋，作曲：村松邦男（日语：村松邦男），編曲：西村麻聰（日语：西村麻聡）
2. NO WONDER
作詞：澤千尋，作曲：芹澤廣明，編曲：鷺巢詩郎
3. 作詞：麻生圭子，作曲、編曲：後藤次利
4. ROMAN WALK
作詞：澤千尋，作曲：THE BADGE，編曲：西村麻聰
5. SEASON WIND
作詞：澤千尋，作曲、編曲：大村雅朗

- 下面是僅收錄在CD版本中追加的曲目。

1. THIS COOL（SPECIAL ENGLISH VERSION）
2. KIWI PARADISE（SPECIAL ENGLISH VERSION）

1. 作詞：麻生圭子，作曲、編曲：中崎英也（日语：中崎英也）
2. 作詞：麻生圭子，作曲、編曲：中崎英也
3. 作詞：立小川昌子，作曲：渚十吾，編曲：田代修二（日语：田代修二）
4. 作詞：小林由美子，作曲：羽田一郎（日语：羽田一郎），編曲：田代修二
5. 作詞、作曲：銀色夏生，編曲：田代修二
※原曲歌唱：齊藤由貴
6. 作詞、作曲、編曲：中崎英也
7. 作詞：麻生圭子，作曲：Nobody（日语：NOBODY (ロックバンド)），編曲：田代修二
8. 作詞：來生悅子（日语：来生えつこ），作曲：來生孝夫（日语：来生たかお），編曲：星勝（日语：星勝）
9. 作詞：麻生圭子，作曲：中崎英也，編曲：戶塚修（日语：戸塚修）
10. Memories
作詞：佐藤美和子，作曲：柴矢俊彥，編曲：田代修二

- 下面是僅收錄在CD版本中追加的曲目。

1. 作詞：小林由美子，作曲：羽田一郎，編曲：水谷公生（日语：水谷公生）
2. 作詞：麻生圭子，作曲、編曲：中崎英也
3. 作詞：麻生圭子，作曲：中崎英也，編曲：戶塚修

#### 迷你專輯
- SIDE A

1. 作詞：銀色夏生，作曲：吳田輕穗，編曲：松任谷正隆
2. 作詞：松井五郎（日语：松井五郎），作曲：來生孝夫，編曲：大村雅朗
3. 作詞：麻生圭子，作曲：岸正之，編曲：船山基紀

- SIDE B

1. 作詞、作曲：EPO，編曲：大谷和夫
2. 作詞：麻生圭子，作曲：柴矢俊彥，編曲：丸山惠市

- SIDE A

1. 作曲：EPO，編曲：戶塚修
2. 作詞、作曲：中島美雪，編曲：戶塚修
3. 作詞：麻生圭子，作曲：柴矢俊彦，編曲：戶塚修

- SIDE B

1. NO WONDER
作詞：澤千尋，作曲：芹澤廣明，編曲：鷺巢詩郎
2. 作詞：荒木豐久，作曲：三木剛，編曲：戶塚修
3. 作詞：銀色夏生，作曲：吳田輕穗，編曲：戶塚修

#### 精選專輯
| 枚數                                  | 發行日期      | 專輯名稱                                                       | 收錄歌曲     | Oricon最高排名 |
| CBS Sony                              | CBS Sony      | CBS Sony                                                       | CBS Sony     | CBS Sony       |
| ------------------------------------- | ------------- | -------------------------------------------------------------- | ------------ | -------------- |
| 1st                                   | 1988年7月21日 | My flavor                                                      | 15EH-8036    | 圈外           |
| Sony Music Entertainment (Japan) Inc. |               |                                                                |              |                |
| 2nd                                   | 1999年9月22日 | GOLDEN J-POP/THE BEST 松本典子                                 | SRCL-4627    | 圈外           |
| 3rd                                   | 2002年10月9日 | DREAM PRICE 1000 松本典子 春色的航空郵件 （DREAM PRICE 1000 ） | MHCL-145     | 圈外           |
| Sony Music Direct／GT music           |               |                                                                |              |                |
| 4th                                   | 2003年12月3日 | 偶像奇蹟聖經系列 松本典子 THE BEST Purity （アイドル·ミラクルバイブルシリーズ 松本典子 THE BEST Purity）                 | MHCL-330/1   | 圈外           |
| Sony Music Direct／Order Made Factory |               |                                                                |              |                |
| 5th                                   | 2016年3月25日 | 松本典子 GOLDEN☆BEST -Limited-                                 | DQCL-576     | 圈外           |
| Sony Music Direct／GT music           |               |                                                                |              |                |
| 6th                                   | 2017年4月26日 | GOLDEN☆BEST 松本典子 -All Single Collection-                   | MHCL-30452/3 | 圈外           |

### LIVE視頻
| 1st | 1986年       | NORIKO MATSUMOTO LIVE'86 MAIDEN VOYAGE |
| 1st | 2012年7月9日 | NORIKO MATSUMOTO LIVE'86 MAIDEN VOYAGE |

### 商業搭配
| 樂曲           | 商業搭配                                   | 收錄作品               |
| -------------- | ------------------------------------------ | ---------------------- |
| 春色的航空郵件 | 郵政省『』宣傳活動歌曲                     | 單曲「春色的航空郵件」 |
| 當你說再見時   | SONY 『廣播卡式錄音帶CFS-W90』廣告歌曲     | 單曲「當你說再見時」   |
|                | 東映真人電影《血祭武士》劇中插入歌         | 單曲「彩虹色Scandal」  |
| NO WONDER      | KCB ACE FULL『』廣告形象歌曲               | 單曲「NO WONDER」      |
|                | 聖喬治日 宣傳活動形象歌曲                  | 單曲「」               |
|                | 富士電視台綜藝節目《志村大爆笑》片尾主題曲 | 單曲「今夜」           |
| 下雨與星期三   | 郵政省『文之日』宣傳活動歌曲               | 單曲「下雨與星期三」   |
| 下雨與星期三   | 富士電視台綜藝節目《志村大爆笑》片尾主題曲 | 單曲「下雨與星期三」   |
|                | 富士電視台綜藝節目《志村大爆笑》片尾主題曲 | 單曲「」               |
| 初戀十二單     | 郵政省『賀年明信片』宣傳活動歌曲           | 單曲「初戀十二單」     |
| 初戀十二單     | 富士電視台綜藝節目《志村大爆笑》片尾主題曲 | 單曲「初戀十二單」     |

## 演出作品

### 電影
- Barrow Gang BC（日语：バロー・ギャングBC）（1985年）
- 血祭武士（日语：ザ・サムライ）（1986年）
- （1989年）

### 電視劇
富士電視網
- 未亡人17歳（1987年）
- 水手服露天澡堂畢業旅行（1987年）
- 同級生は13歳（日语：同級生は13歳）[11]（1987年，富士電視台）－崎山良枝
- （1987年－1988年）
- 裸之大將（日语：裸の大将放浪記#登場人物（芦屋雁之助版））（1988年，關西電視台）- 涼子
- 一枚寫真（日语：一枚の写真）（1989年）

日本電視台
- （1988年）
- 女動物醫生事件簿（日语：女動物医事件簿）（1990年－1991年）－牧由香里

朝日電視台
- 流氓俠醫（日语：Dr.クマひげ）（1989年－1990年）
- 花吹雪三姊妹III（日语：スリ三姉妹シリーズ#花ふぶき女スリ三姉妹）（1989年）

其它電視台
- （1987年，NHK）

### 綜藝節目
TBS
- 8點到了！全員集合
- 加藤茶志村健搞笑電視（日语：加トちゃんケンちゃんごきげんテレビ）
- 開心動物島（日语：わくわく動物ランド）
- （1988年）
- 全明星感謝祭

富士電視台
- 漂流者大爆笑（日语：ドリフ大爆笑）
- 志村健的笨蛋殿下（日语：志村けんのバカ殿様）
- 志村大爆笑（直譯志村健的沒問題吧）（1987年11月－1992年10月出演）
- 深夜的Hit Studio DELUXE（日语：夜のヒットスタジオ#夜のヒットスタジオDELUXE） 作為「志村大爆笑」終的成員

其它電視台
- 所喬治的如果突擊隊!!（日语：所さんのもしも突撃隊!!）（東京電視台）

### 廣播節目
文化放送
- 胡蘿蔔的沙拉注意報（由文化放送製作的聯賣節目，並在各地方分台播出，但是文化放送直到最後並未放送回饋（日语：裏送り）[12]）
- （與淺香唯（日语：浅香唯）共演）

NHK-FM
- JOYFUL POP（日语：ジョイフルポップ）（1989年4月－1990年3月，與太川陽介（日语：太川陽介）共演，每週三播出）
- FM劇場（日语：FMシアター）
  - 「（1987年9月5日，廣播劇）
  - （1988年3月5日，廣播劇）
  - （1989年9月2日，廣播劇）

其它電台
- （日本放送SONY Night Square（日语：SONY Night Square））
- （FM愛知（日语：エフエム愛知））

### 廣告
- 樂天 、
- KCB ACE FULL（日语：近畿コカ・コーラボトリング）
- 郵政省 、文之日（日语：ふみの日）、賀年卡
- 豐田
- S0ny
- 香吉士橘子
- 花王
- 三洋食品
- 牛乳石鹼（日语：牛乳石鹸共進社）
- 鹽野義製藥 SEDES A（日语：セデス）
- Alpen（日语：アルペン (企業)）
- 南無線電機（日语：ミナミ無線電機）

## 腳註

## 外部連結
- noReason官方網站的公開資料 （页面存档备份，存于） （日語）